# Stalachtis terpsichore
Stalachtis terpsichore är en fjärilsart som beskrevs av Adalbert Seitz 1917. Stalachtis terpsichore ingår i släktet Stalachtis och familjen juvelvingar. Inga underarter finns listade i Catalogue of Life.